# Ablade Glover
Ablade Glover, né en 1934 à Accra, au Ghana, est un artiste contemporain ghanéen.
Il a exposé à de nombreuses reprises et s'est forgé une réputation internationale, tout en étant considéré comme une figure marquante de la scène artistique ouest-africaine. Ses œuvres font partie de nombreuses collections privées et publiques prestigieuses, dont le Palais impérial de Tokyo, le siège de l'UNESCO à Paris et l'aéroport international O'Hare de Chicago.
Il a reçu plusieurs reconnaissances nationales et internationales, dont l'Ordre de la Volta au Ghana, est membre à vie de la Royal Society of Arts de Londres et est membre de l'Académie ghanéenne des arts et des sciences. Il a été professeur associé, chef du département de l'enseignement artistique et doyen du College of Art de l'université des sciences et technologies Kwame Nkrumah jusqu'en 1994.

## Biographie

### Jeunesse et formation
Emmanuel Ablade Glover naît en 1934 dans la communauté La à Accra, dans la Côte-de-l'Or (colonie britannique), aujourd'hui la capitale du Ghana.
Il fait ses études dans les écoles de la mission presbytérienne. Il suit une formation d'enseignant à l'université des sciences et technologies Kwame Nkrumah de Kumasi (1957-1958), quand le Ghana obtient son indépendance en 1957. Le nouveau gouvernement encourage les artistes et artisans à embrasser leur culture locale tout en étudiant l'art occidental. Il obtient alors une bourse pour étudier le design textile à la Central School of Art and Design (en) de Londres (1959-1962),,.
Glover retourne au Ghana en 1964 pour enseigner pendant un certain temps dans un lycée local, avant qu'une autre bourse, accordée par l'université Kwame Nkrumah, ne lui permette d'étudier l'éducation artistique à l'université de Newcastle upon Tyne (1964-1965), où il a commencé à utiliser l'outil qui a façonné sa technique lorsque son professeur lui a suggéré d'utiliser un couteau à palette pour appliquer la peinture, plutôt que des pinceaux,.
Glover poursuit ensuite ses études aux États-Unis, obtenant une maîtrise à l'université d'État de Kent, puis un PhD à l'université d'État de l'Ohio, où il a obtenu un doctorat en 1974,.

### Carrière

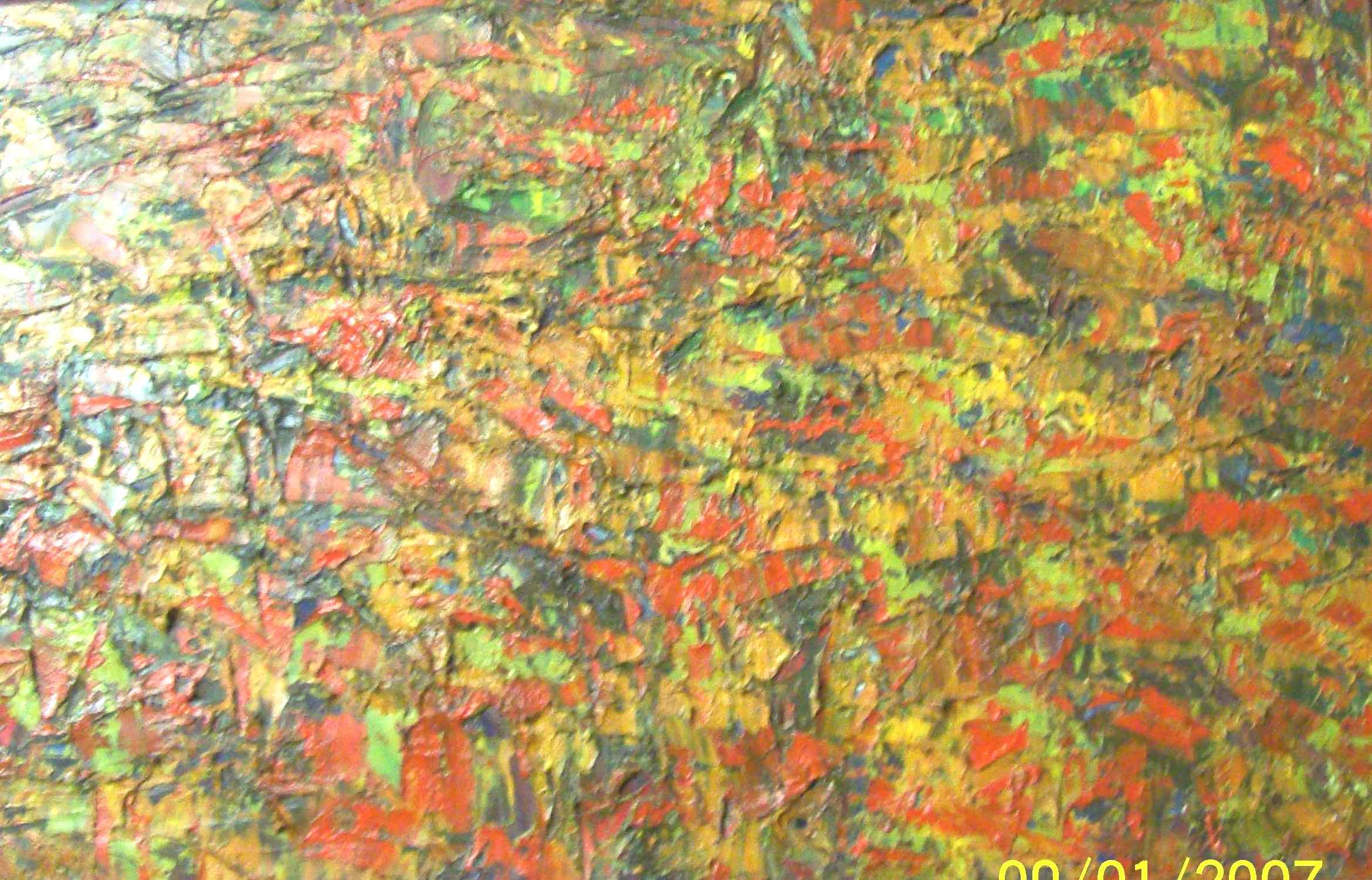
Peinture en jaune.

De retour au Ghana après avoir obtenu son doctorat, Glover enseigne pendant les deux décennies suivantes à la Faculté des Humanités de l'université de Kumasi, devenant chef de département et doyen du collège. Il atteint le rang de professeur associé au cours de cette période.
Il fonde l'Artists Alliance Gallery basée à Accra, qui prend ses racines dans une galerie antérieure qu'il a fondée dans les années 1960 et qui, dans sa nouvelle incarnation, a été inaugurée par Kofi Annan en 2008.
En plus d'être un débouché pour le travail de Glover, cette galerie présente le travail d'autres artistes importants comme Owusu-Ankomah et George Afedzi Hughes, ainsi que des objets locaux de collection.
En 1992, Ablade Glover est invité à participer l'exposition « Contemporary African Artists: Changing Tradition » à New York. Il s'agit de la première exposition américaine majeure consacrée uniquement à des artistes africains. Glover figure ainsi aux côtés de neuf artistes majeurs du continent africain dont El Anatsui, Bruce Onobrakpeya, Youssouf Bath, Tapfuma Gutsa, Souleymane Keita, Nicholas Mukomberanwa, Henry Munyaradzi et Rosemary Karuga.
Glover est professeur associé, chef du département de l'enseignement artistique et doyen du College of Art de l'université des sciences et technologies Kwame Nkrumah jusqu'en 1994, année à laquelle il se retire de l'enseignement,. Il se consacre alors à la peinture et à sa galerie d'Accra, Artists Alliance, consacrée à l'art contemporain africain.

## Style
Peintre figuratif, Glover traite principalement d'ambiances urbaines ; ses couleurs chaudes retranscrivent la grande activité autour des centres où la population se rassemble : les marchés, les places, les moments de prière, le trafic, mais aussi les villages, les plages, les forêts, les parcs à camions, les bidonvilles, etc. Il rend aussi hommage aux femmes africaines et du Ghana en particulier,,,. Le style de Glover a été décrit comme « tourbillonnant entre abstraction et réalisme ».

« Si vous remarquez, vous voyez beaucoup de femmes dans mon travail et les gens me demandent, pourquoi peignez-vous tant de femmes ? La première fois qu'on m'a posé la question, je n'y ai pas réfléchi. J'ai juste ouvert la bouche et dit que c'était parce qu'elles sont plus belles que les hommes. Ce n'était pas une réponse sérieuse. C'est plus tard, en y réfléchissant, que j'ai compris qu'elles ont du courage. Les femmes d'Afrique ont du courage et elles le montrent. Quand elles marchent dans la rue, elles sont élégantes. Elles sont courageuses, elles sont braves. Quand elles se déplacent, elles le montrent. Les hommes ne font pas ça, n'est-ce pas ? »

— Ablade Glover
Techniquement, ses tableaux acquièrent un relief grâce à l'épaisseur de la matière de la peinture utilisée par Glover. Il utilise aussi des couleurs chaudes et contrastées,.

## Honneurs et reconnaissance
En 1998, Glover a reçu le Flagstar Award de l'ACRAG (l'Association des critiques d'art du Ghana), et a également été honoré du prix des anciens élèves distingués de l'African-American Institute de New York. Il a reçu plusieurs récompenses nationales et internationales, notamment l'Ordre de la Volta au Ghana en 2007, le Millennium Excellence Award en 2010 et est membre à vie de la Royal Society of Arts, à Londres. Il est également membre de l'Académie ghanéenne des arts et des sciences.

## Conservation

### Collections publiques
- Japon
  - Palais impérial de Tokyo
- France
  - UNESCO, siège à Paris[16],[13]

### Collections privées
- Aéroport international O'Hare de Chicago[3].